# Takaki Shigemitsu
Takaki Shigemitsu (重光 貴葵 Shigemitsu Takaki?), född 31 juli 1983 i Fukuoka prefektur, är en japansk före detta fotbollsspelare.
Shigemitsu började sin karriär 2006 i Tokyo Verdy. 2006 flyttade han till Fagiano Okayama. Efter Fagiano Okayama spelade han för Giravanz Kitakyushu. Han spelade 53 ligamatcher för klubben. Han avslutade karriären 2011.